# Lüüsjärv
Lüüsjärv (est. Lüüsjärv) – jezioro w Estonii, w prowincji Valgamaa, w gminie Otepää. Położone jest na wschód od miasta Otepää. Ma powierzchnię 3,4 ha, linię brzegową o długości 797 m, długość 250 m i szerokość 170 m. Sąsiaduje z jeziorami Väike-Juusa, Kaarnajärv, Pilkuse, Alevijärv, Vihtjärv, Tseema. Przepływa przez nie rzeka Kaarnaoja.